# Viettel
Il Viettel Group (Tập đoàn Công nghiệp – Viễn thông Quân đội in vietnamita, letteralmente "Società industriale di telecomunicazioni dell'esercito"), noto come Viettel, è una multinazionale vietnamita del settore delle telecomunicazioni con sede ad Hanoi. È la più grande società di telecomunicazioni del paese ed è completamente di proprietà statale e sotto il controllo del Ministero della difesa.
Nell'arco di trenta anni la Viettel si è evoluta da società di costruzioni fino a diventare un conglomerato organizzato in cinque settori principali: telecomunicazioni e IT, sviluppo e produzione di apparecchiature elettroniche e di telecomunicazioni, settore difesa, sicurezza informatica e servizi digitali. È considerata una delle società statali più grandi e di maggior successo del Vietnam grazie al volume dei suoi profitti, al suo apporto alle casse dello stato e al valore del brand.
Al 2018 la Viettel aveva 50.000 dipendenti in Vietnam e all'estero e circa 110 milioni di clienti.